# Farnaz Ghazizadeh

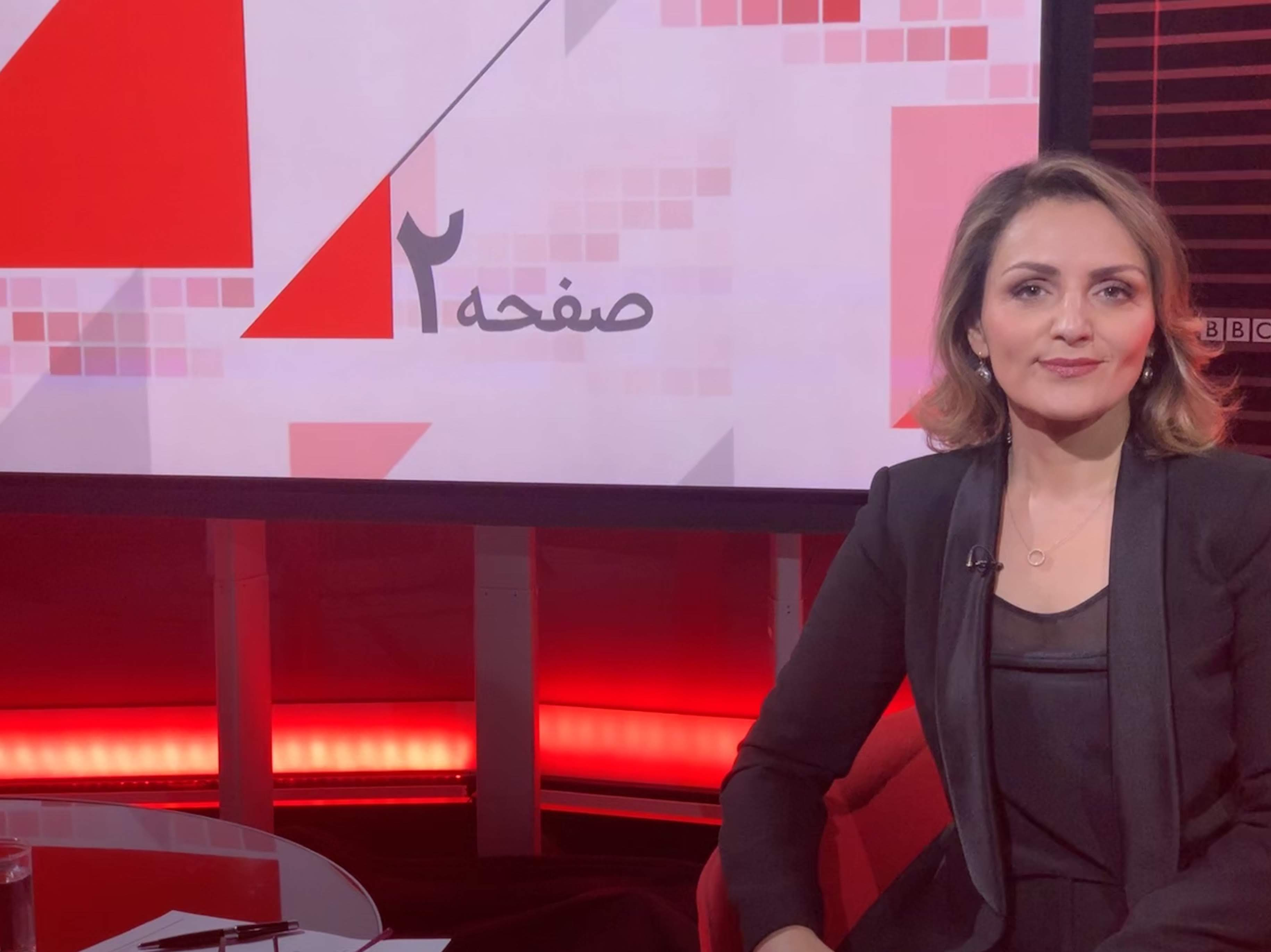
Farnaz Ghazizadeh

Farnaz Ghazizadeh (* persisch فرناز قاضی‌زاده; 3. Dezember 1974 in Teheran) ist eine iranische Journalistin und bekannte Moderatorin.
2005 kam sie zur BBC als Hörfunkkorrespondentin. Derzeit präsentiert Ghazizadeh eine Sendung auf BBC Persian Television.